# Trichoridia herchatra
Trichoridia herchatra là một loài bướm đêm trong họ Noctuidae.